# Kverkfjöll

Kverkfjöll is een bergmassief dat aan de noordoostelijke rand van de Vatnajökull gletsjer in IJsland ligt, in het Nationaal park Vatnajökull. De hoogste top is de Skarphéðins-tindur (1929 meter) Kverkfjöll ligt tussen de Vatnajökull en de Dyngjufjöll (rond Askja) en werd voornamelijk gevormd door twee vulkanen. Er is trouwens nog steeds vulkanische activiteit in Kverkfjöll. De laatste uitbarsting dateert van 1959. In het midden van Kverkfjöll ligt de Kverkjökull gletsjer. Er bevinden zich twee kraters onder het ijs van deze gletsjer. Onder de bergen ligt een zeer grote en hete magmakamer. Er is ook een ijsgrot die in het ijs is weggesmolten, deze kan echter niet meer betreden worden omdat ze kan instorten. Iets verder liggen de hete bronnen van Hveradalir. Tussen de Kverkfjöll en de Askja bevindt zich de Hvannalindir oase.